# پادریوک (کوسکو)
پادریوک (به اسپانیایی: Padreyoc) یک کوه در پرو است که در منطقه کوسکو واقع شده‌است. پادریوک ۵٬۷۷۱ متر بالاتر از سطح دریا واقع شده‌است.